# Štěpánov nad Svratkou
Štěpánov nad Svratkou (do roku 1951 jen Štěpánov, německy Stiepanau) je městys v okrese Žďár nad Sázavou v Kraji Vysočina. Obcí protéká řeka Svratka, do které se zde vlévá říčka Hodonínka. Žije zde 713 obyvatel.

## Název
Co se týká názvu obce, existují tři teorie. Podle první tu rostl velký počet jabloní neboli štěpů, podle druhé je název odvozen od jména loupeživého rytíře Štěpána sídlícího na Hradisku. Podle třetí verze – nejpravděpodobnější – byl název odvozen snad od jména Štěpána z Medlova, jehož přítomnost zde souvisela snad se správou zeměpanských stříbrných dolů.

## Historie

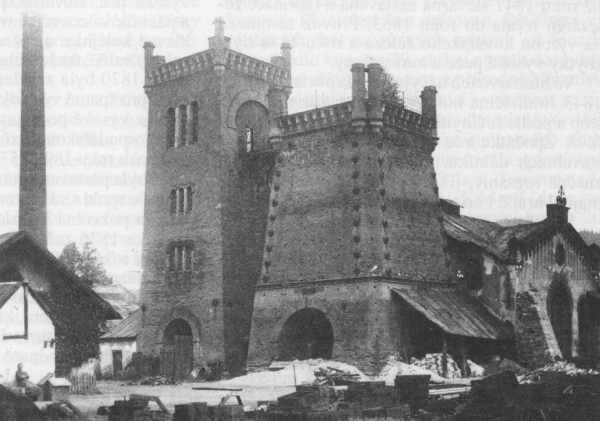
Vysoká pec Štěpánov nad Svratkou roku 1861

Štěpánov založil Štěpán II. z Medlova (uváděný v pramenech v letech 1234–1256) zřejmě v 1. polovině 13. století. Na listině olomouckého biskupa Dětřicha pro doubravický klášter z 15. února 1285 je podepsán i farář Heřman ze Štěpánova. Roku 1348 patřil zubštejnskému panství, v roce 1360 k hradu Pyšolci a během 15. století přešel k Pernštejnu. V roce 1483 tvořil zvláštní část panství právě Štěpánov a vesničky Olešnička, Vrtěžíř, Kozlov, Lesoňovice, Koroužné a Švařec. V roce 1544 patřil ke štěpánovské rychtě Borovec, dále Čtyři dvory, Vrtěžíř, Lesoňovice, Koroužné, Švařec a Kobylnice (Nivsko). S označením městečko se u Štěpánova poprvé setkáváme v roce 1551 v pernštejnských sirotčích registrech, povýšen byl ale až v letech 1561–1584. V roce 1598 byla robota změněna na plat.
Štěpánov se postupně stává průmyslovým centrem panství. Od 13. století se zde těžilo stříbro, měď a železná ruda. V 18. století se s dolováním přestalo, i když v letech 1916–1919 se provedly neúspěšné pokusy o znovuobnovení těžby v místních dolech. Střediskem železářství se staly obce Borovec a Olešnička, které se Štěpánovem zcela splynuly. Celkem zde stávali tři vysoké pece (1720–1760; 1761–?; 1862–?). Železářství v Olešničce navázalo v 18. století na starší rozsáhlý hutní komplex, doložený od první poloviny 17. století do prvních let následujícího století v Nedvědici. Roku 1876 byla vysoká pec odstavena a v roce 1952 zbořena. V roce 1814 byl ve Štěpánově vyroben první provozuschopný parní stroj v habsburské monarchii.
Od roku 2010 je starostkou obce PaedDr. Šárka Kunčíková. Dne 24. ledna 2014 byl obci vrácen status městyse.

## Obyvatelstvo
| Rok            | 1869  | 1880  | 1890  | 1900  | 1910  | 1921  | 1930  | 1950 | 1961 | 1970 | 1980 | 1991 | 2001 | 2006 | 2014 |
| -------------- | ----- | ----- | ----- | ----- | ----- | ----- | ----- | ---- | ---- | ---- | ---- | ---- | ---- | ---- | ---- |
| Počet obyvatel | 1 203 | 1 079 | 1 094 | 1 093 | 1 113 | 1 042 | 1 038 | 819  | 879  | 877  | 772  | 756  | 712  | 701  | 711  |

## Školství
- Základní škola a Mateřská škola Štěpánov nad Svratkou

## Pamětihodnosti
- Kostel sv. Petra a Pavla s pozdně románským jádrem (okénko v kněžišti), přestavěný barokně a upravený po požáru z roku 1917. Po přestavbě má kostel i kubistické prvky; vysvěcen byl 1924.[7]
- Socha svatého Jana Nepomuckého na návsi
- Kříž u fary
- Fara

## Osobnosti
- Rudolf Gabessam (1858–1912) – lesník a lyžař, propagátor lyžování na Novoměstsku
- doc. RNDr. Josip Kleczek, DrSc. (1923–2014) – česko-chorvatský astronom
- MUDr. Antonín Hamsík – akademik, prosefor lékařské chemie
- Antonín Krejčí – autor sokolských publikací a příruček
- Marie Alfonsa Špačková – spisovatelka
- Antonie Říhová – koncertní a rozhlasová pěvkyně
- Bohumír Halouzka (1892–1983) – hudební skladatel, žák J.B.Foerstra
- RNDr. Adolf Polák – geolog, mineralog
- pplk. Adolf Jurman – odbojář, navigátor a pobočník velitele 311. bombardovací perutě RAF
- Jaromíra Knoblochová – akademická malířka, ilustrátorka
- Jiří Štourač (* 1960) – akademický malíř, ilustrátor

## Členění obce
Štěpánov nad Svratkou se skládá ze dvou částí, které leží na čtyřech katastrálních územích:
- Štěpánov nad Svratkou (k. ú. Štěpánov nad Svratkou, Borovec a Olešnička)
- Vrtěžíř (k. ú. Vrtěžíř)

## Zajímavosti
Raritou Štěpánova nad Svratkou jsou názvy ulic a částí. Sice se nejedná o názvy oficiální, ale místní jim jinak neřeknou. Cestu tak lze zahájit na Šumavě, pokračovat přes Slovensko, Balkán až na Tahiti.[zdroj⁠?!]
U Hamru (dříve zde stával borovecký hamr – odtud název) v roce 1936 stávala první sauna v republice.[zdroj⁠?!]
V okolí Štěpánova se natáčel seriál Četnické humoresky a americký film Můj obr.

## Fotogalerie

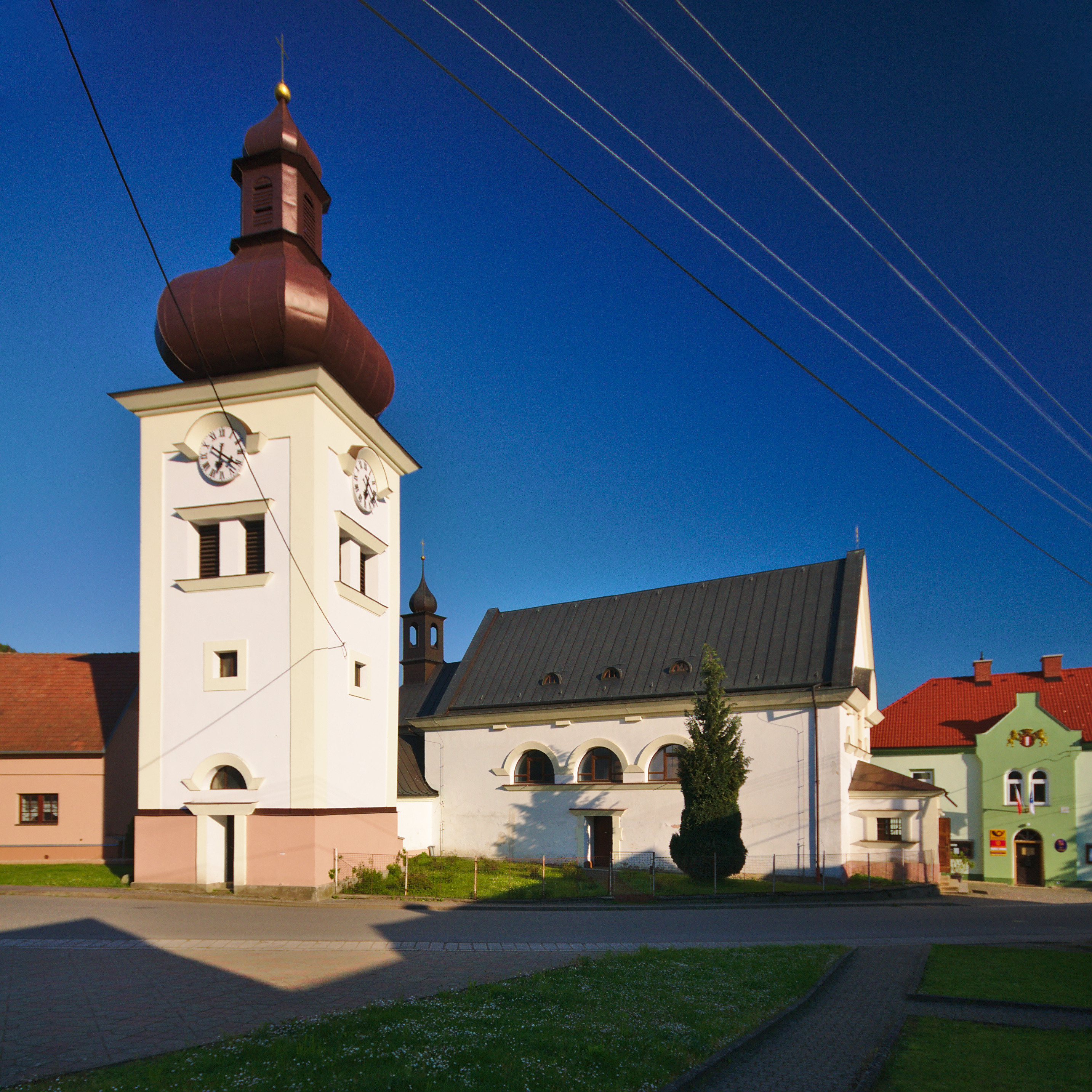
Kostel svatého Petra a Pavla
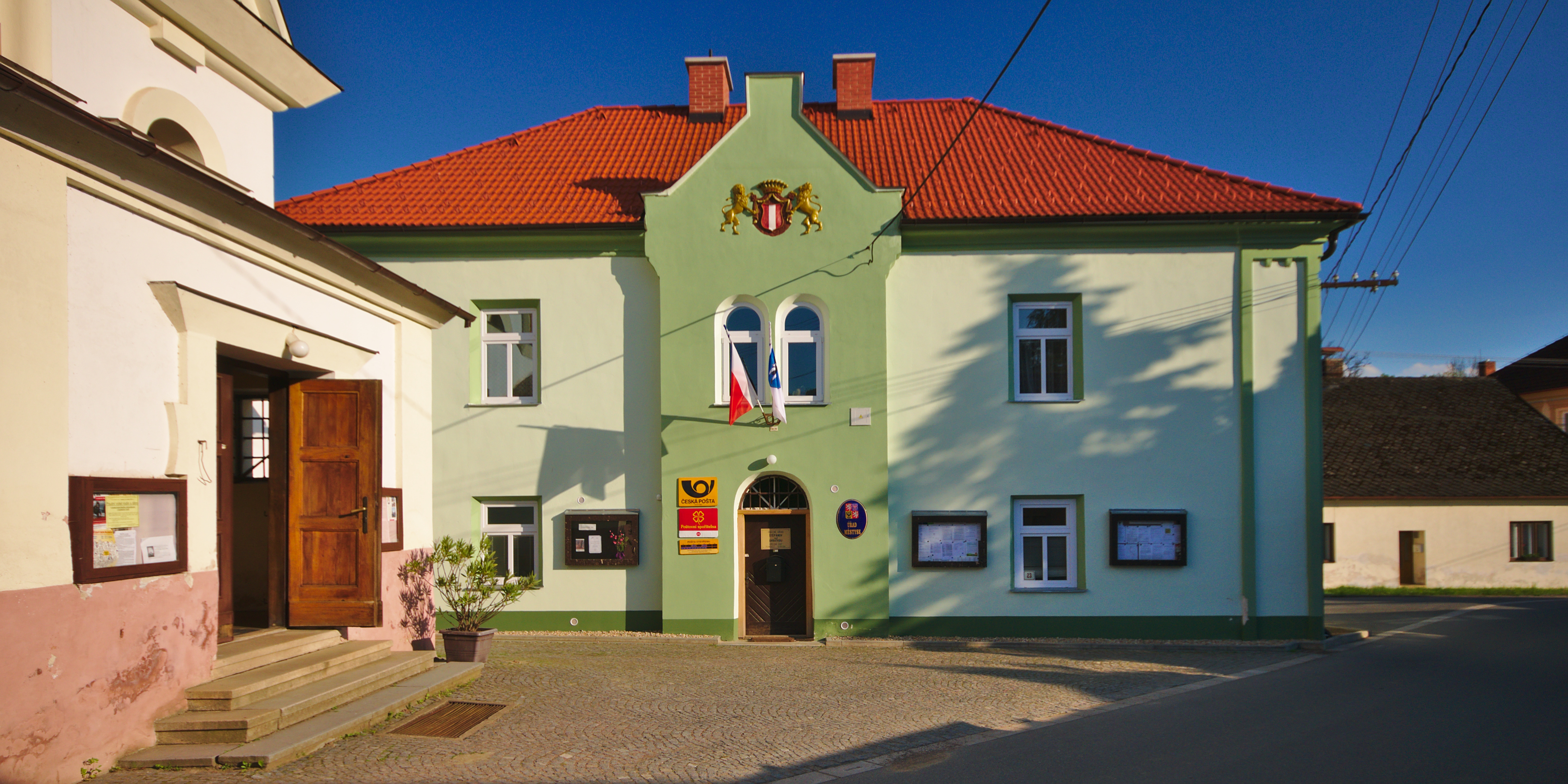
Obecní úřad
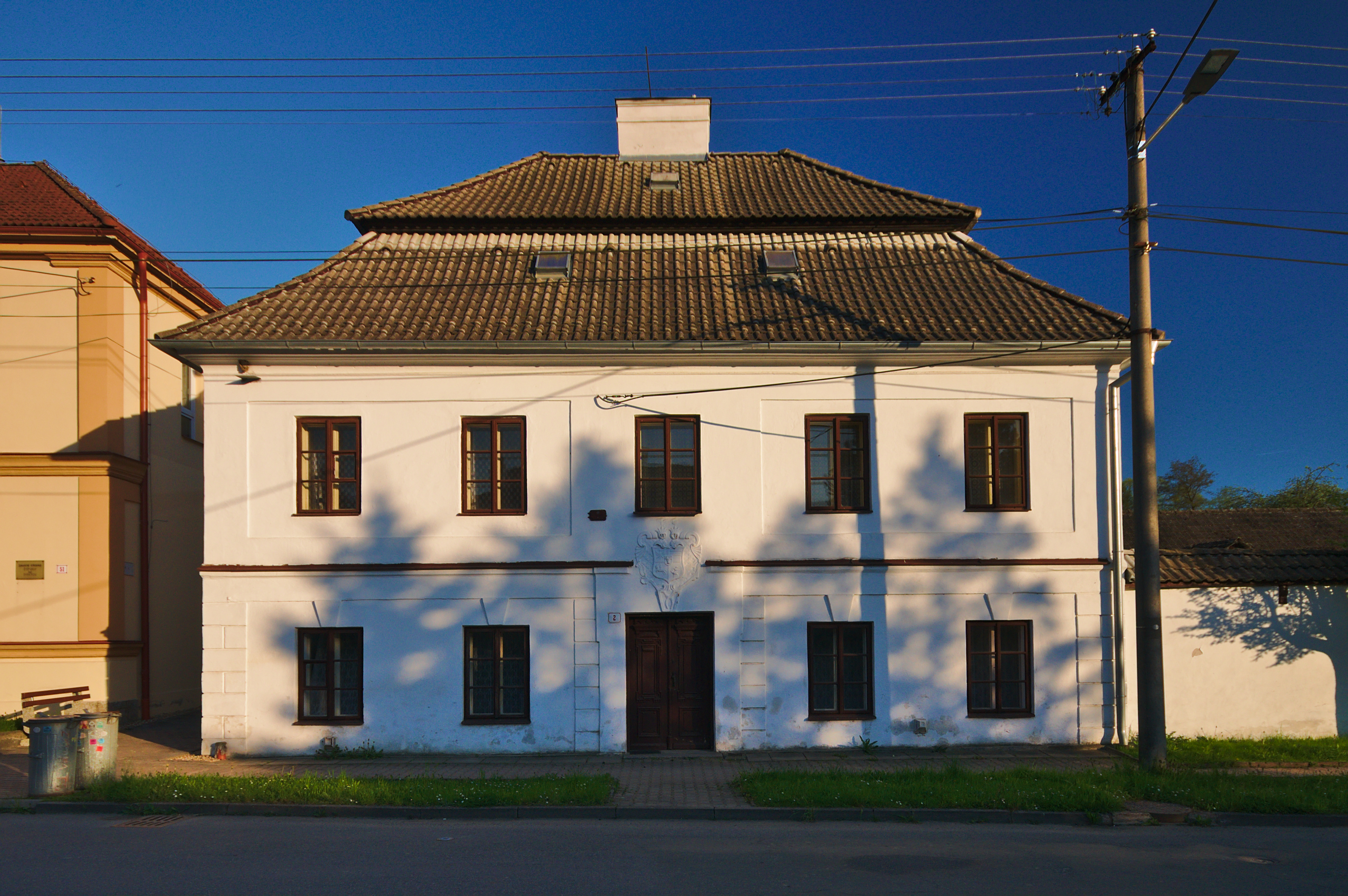
Fara
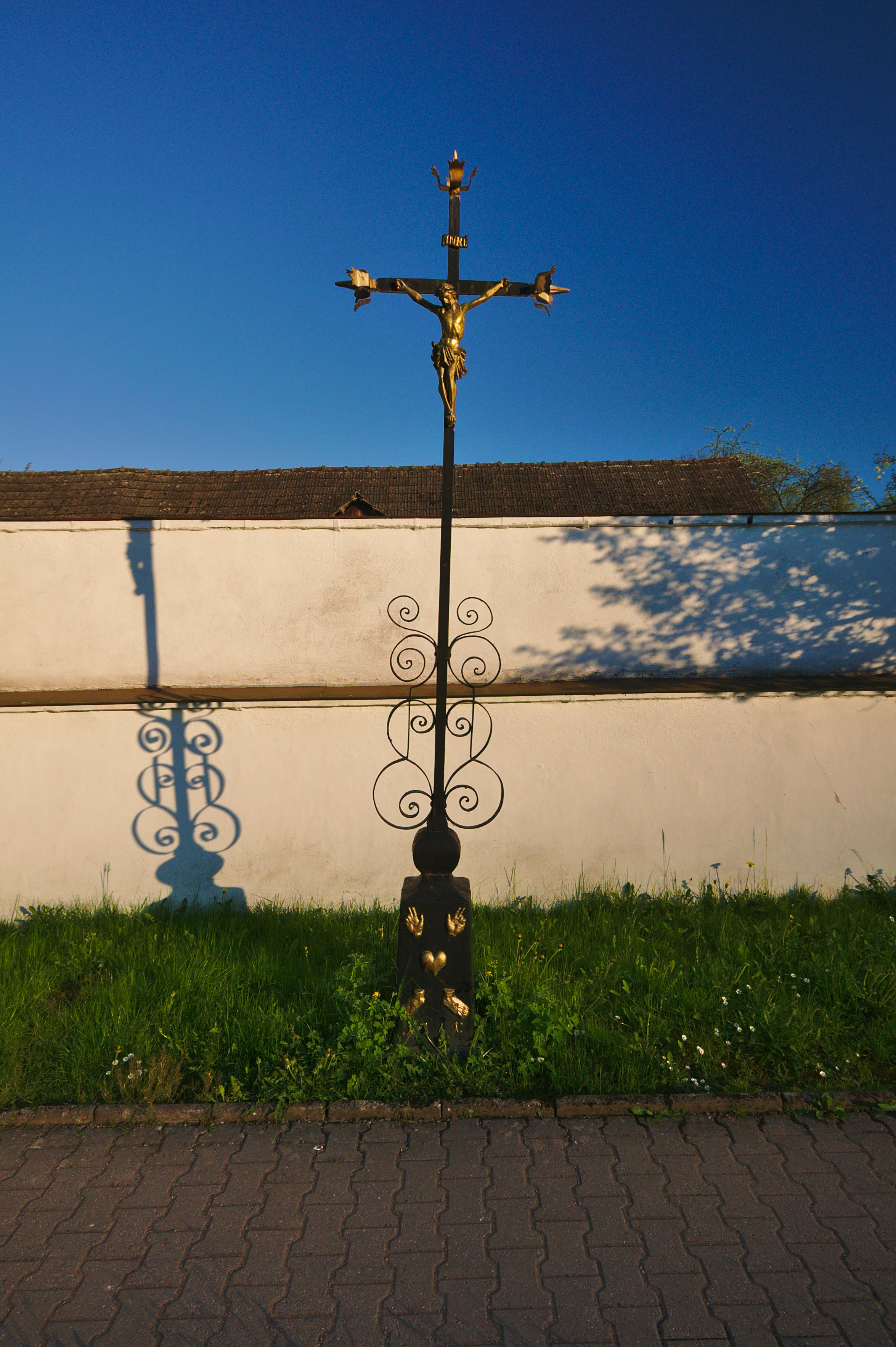
Kříž u fary
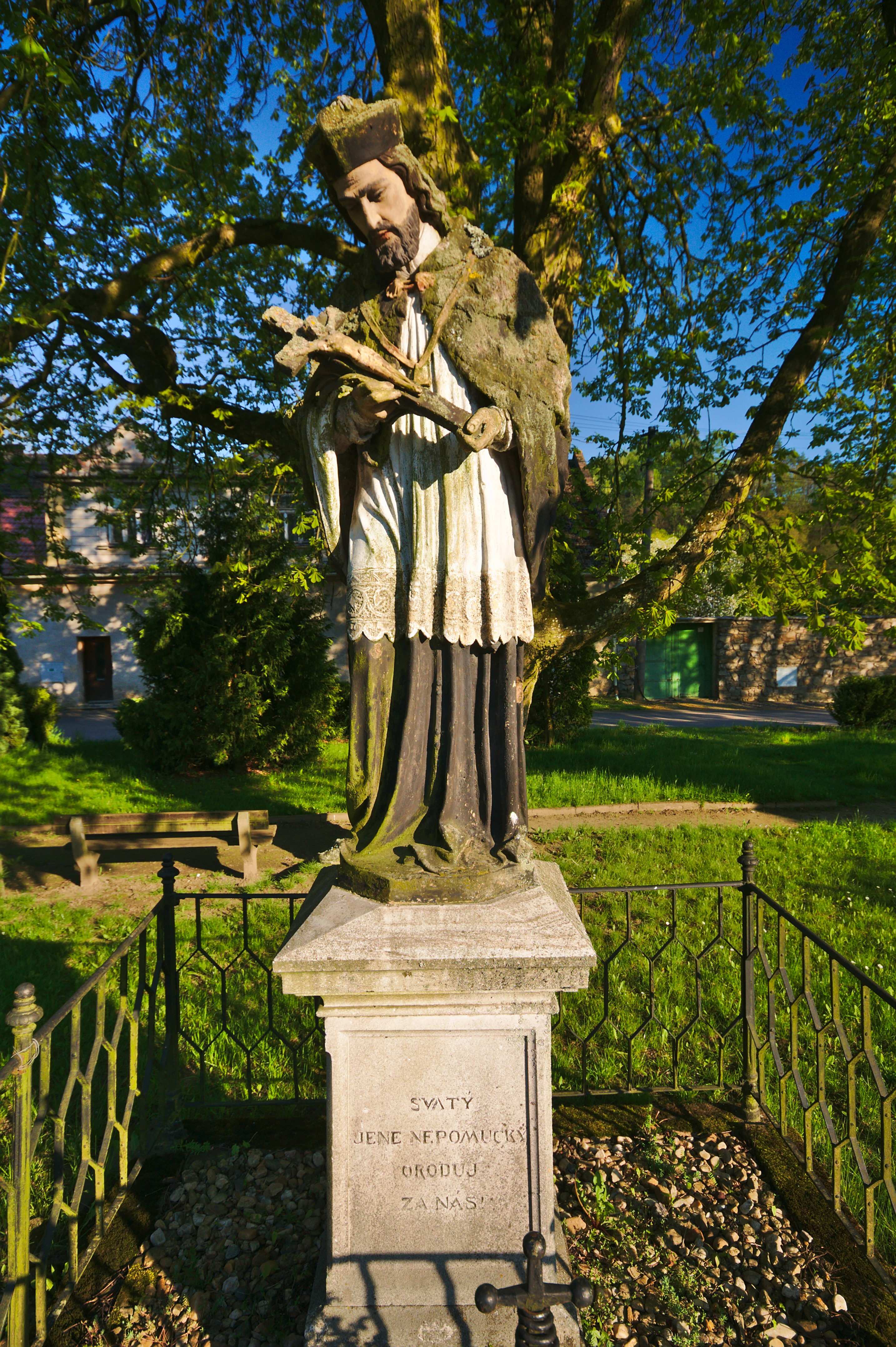
Socha svatého Jana Nepomuckého
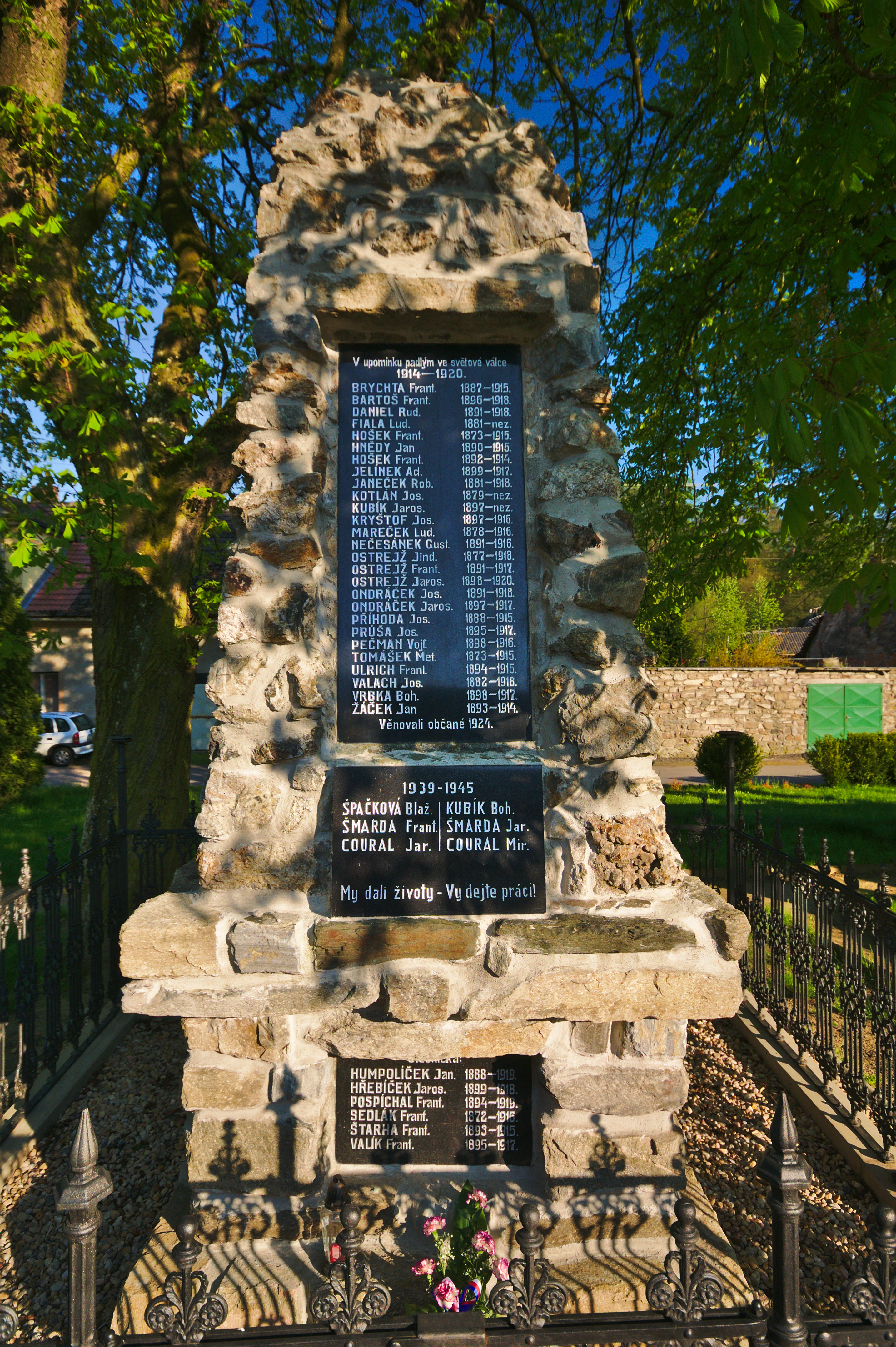
Památník padlým ve světových válkách
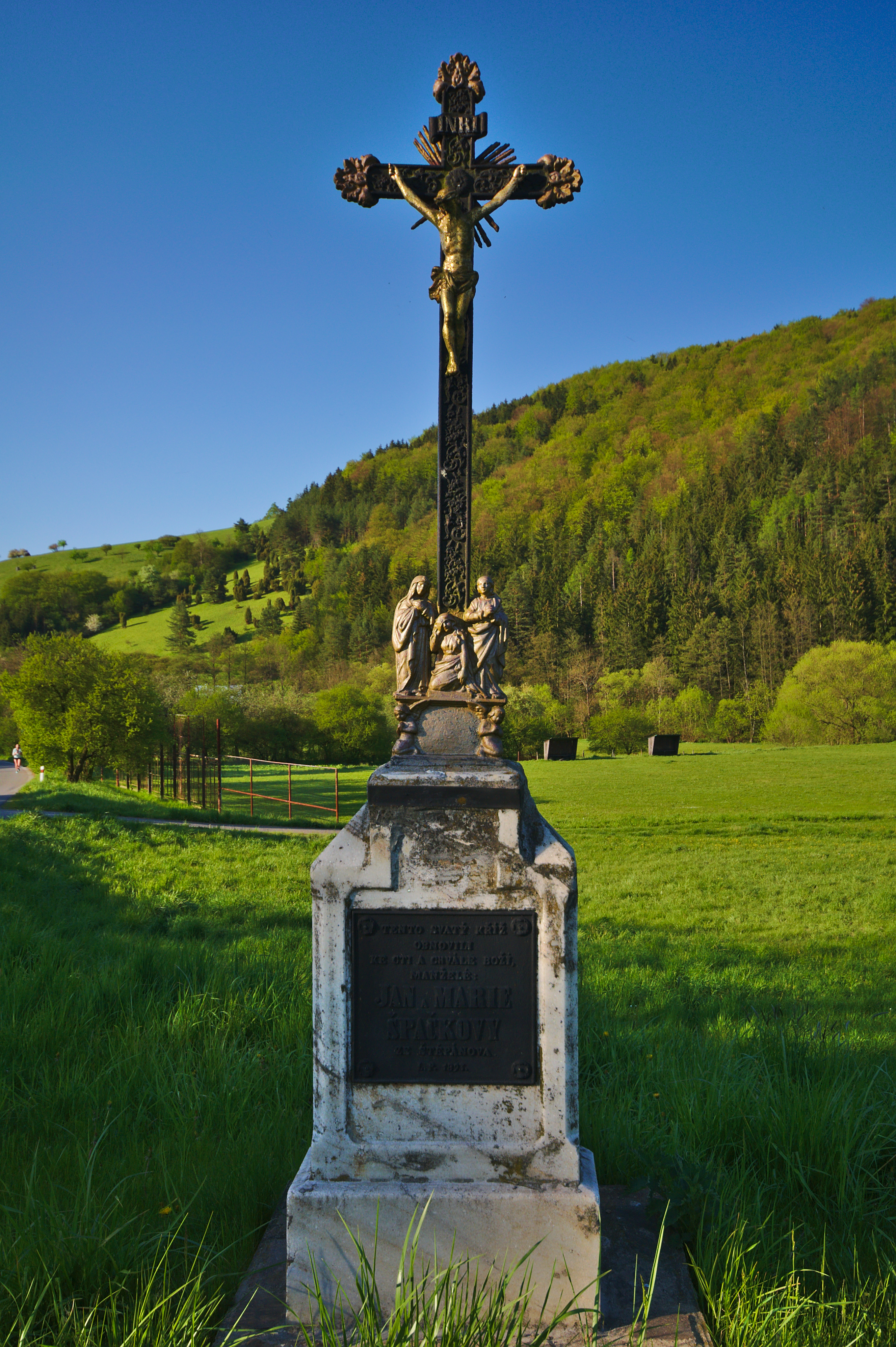
Kříž u hřiště